# The Martinez Brothers
The Martinez Brothers son un dúo estadounidense de DJs, productores de música y remixers originarios del distrito neoyorquino de El Bronx (EE. UU.), compuesto por los hermanos Chris y Steven Martinez. Son conocidos por sus largas residencias en clubs de Ibiza. En 2014 fueron nombrados DJs del año por la revista Mixmag, quien comentó sobre ellos: «ningún otro DJ o dúo de DJ encapsula la música house en 2014 como los príncipes herederos de DC10».

## Historia

### Inicios
The Martinez Brothers son un dúo de DJ / productores de house nacido y criado en el barrio del Bronx, Nueva York. Steven y Chris Martinez fueron introducidos a la música desde una edad joven, cuando su padre se encargó de proporcionarles una educación musical, involucrándoles desde niños en la banda de la iglesia. Allí colaborarían con músicos mucho mayores, interpretando géneros tan diversos como disco, soul y salsa. Su padre finalmente les trajo su primer equipo de DJ, alentando su interés en seguir la música electrónica como carrera y manteniéndolos solidarios desde entonces.

### Residencias iniciales
A medida que los hermanos crecieron y continuaron trabajando en su producción musical, se vieron cada vez más expuestos a la escena de la música dance de Nueva York. Después de escuchar sus sets, el DJ Dennis Ferrer comenzó a asesorar al dúo, ayudándolos a expandirse a través de sus contactos y ayudándolos a reservar conciertos en varios lugares notables de Nueva York. Dennis también los firmó con su sello discográfico Objektivity.
En 2011 fueron invitados a Ibiza, España para su primera residencia como DJ, donde debían comenzar a tocar en el club Ushuaïa junto a su ex tutor Dennis Ferrer. Sin embargo, este arreglo fracasó en el último minuto, y en su lugar se acercaron a l'amigo de Chris y Shauna Slevin(Manager de los hermanos dal primero día hasta hora) y reserva de DC-10, Elliot Shaw, quien logró asegurar una residencia de último minuto para los hermanos.
 Desde entonces han realizado residencias habituales en el club ibicenco.

### Proyectos recientes
Desde 2014, The Martinez Brothers han realizado varias giras internacionales, muchas de las actuaciones en nombre de Tuskegee Records, un sello colaborativo que poseen junto con Seth Troxler. Tuskegee también es una marca de moda.
En 2014 trabajaron directamente con el diseñador de moda Riccardo Tisci para crear la banda sonora de las colecciones de ropa masculina y femenina de Givenchy de las temporadas otoño-invierno 2014 y primavera 2015. También han lanzado su propio sello, Cuttin ’Headz, exhibiendo tanto su propia música como de otros artistas. En 2014 fueron nombrados «DJs del año» por la publicación británica de música electrónica Mixmag y, como resultado, salieron en la portada de la edición de diciembre de la revista impresa.
En 2014 fueron invitados a participar en el álbum It’s About Time de Nile Rodgers & Chic. The Martinez Brothers agregaron percusión en el sencillo principal I’ll Be There. En mayo de 2015, lanzaron su EP gratuito Masters At Dutch.

## De tour
Además de sus residencias y actuaciones en clubs nocturnos como el Club Space de Miami, el dúo también mantiene un programa activo de giras internacionales. En 2009 actuaron en el Electric Daisy Carnival de California ante una multitud de aproximadamente 60.000 asistentes. Actuaron en el Detroit Electronic Music Festival ediciones 2010 y 2014. En 2011 actuaron en el Festival Electric Zoo en Randall's Island en la ciudad de Nueva York, y en la Fiesta en la Piscina IndepenDANCE en Miami. En 2012 actuaron en el Rock in Rio Lisboa V. En 2014 actuaron los festivales Lovebox y Creamfields de Inglaterra, y en el Escapade Music Festival de Canadá. También actuaron en el BPM Festival celebrado en México en 2015 y en Tomorrowland en Bélgica durante el verano.

## Ránquines
| Año  | Premio          | Trabajo nominado      | Categoría              | Resultado |
| ---- | --------------- | --------------------- | ---------------------- | --------- |
| 2014 | Mixmag Rankings | The Martinez Brothers | The Top 20 DJs of 2014 | No.1      |

## Discografía

### DJ Mixes
| Año  | Título de álbum     | Detalles                                                                                |
| ---- | ------------------- | --------------------------------------------------------------------------------------- |
| 2014 | Cuttin Headz Expose | - Publicación: 11 de diciembre de 2014 (Reino Unido) - Sello: Mixmag - Formato: digital |

### EPs
| Año  | Título           | Etiqueta      | Detalles                                       |
| ---- | ---------------- | ------------- | ---------------------------------------------- |
| 2010 | Don’t No Yet     | Objektivity   | en vinilo y en digital (en EE. UU.)            |
| 2014 | Tree Town        | Cuttin' Headz | en vinilo (19 de noviembre de 2014 en EE. UU.) |
| 2015 | Masters At Dutch | Cuttin' Headz | en digital (mayo de 2015 en EE. UU./UE)        |

### Singles
Lista incompleta.
| Año  | Título                                                    | Álbum                          | Sello             | Publicación                                |
| ---- | --------------------------------------------------------- | ------------------------------ | ----------------- | ------------------------------------------ |
| 2007 | My Rendition                                              | single                         | Objektivity       | en vinilo 12" y en digital                 |
| 2009 | Debbie Downer (Con Argy)                                  | 2 pistas (en el FabricLive.51) | Objektivity       | en vinilo y en digital (2009, EE. UU./EUR) |
| 2009 | Day Two (con Argy y DJ Duque)                             | 3 pistas                       | Estos Días        | en vinilo (13 de mayo de 2009, GER)        |
| 2010 | Broke In The BX                                           | Fabric 54                      | Objektivity       |                                            |
| 2011 | The Causeway / Issshhh!                                   | álbum split                    | Objektivity       | en vinilo y en digital (EE. UU.)           |
| 2012 | H 2 Da Izzo                                               | single                         | Tono real         | en vinilo y en digital (FR)                |
| 2013 | The Hat Trick (con Masa Prod)                             | 2 pistas                       | Cuttin' Headz     | en vinilo (Sep 2013)                       |
| 2014 | What's The Point (con G de Punto y Filsonik)              | singles                        | Ever Lasting Love | en vinilo (Jun 31, 2014)                   |
| 2014 | Space & Time (con Seth Troxler)                           | singles                        | Tuskegee Music    | en inilo (Jun 2014, GER)                   |
| 2014 | I'll Be There (con Chic presentando Nile Rodgers)         | singles                        | Warner Bros.      | en digital (CD)                            |
| 2020 | Together (con Carnage presentando Elderbrook y Mike Dean) | singles                        | Ultra Records     | en digital                                 |

## Lectura complementaria

#### Entrevistas y artículos
- «School-Age D.J.'s, Old-School Style». The New York Times. 1 de febrero de 2009.
- «The Martinez Brothers talk Ibiza, God, and a hip-hop record in the works». Beatport. 27 de agosto de 2012.
- «Hot DJs the Martinez Brothers Keep New York's House Tradition Alive». Rolling Stone. 13 de noviembre de 2013.

- «Hot DJs the Martinez Brothers Keep New York's House Tradition Alive». Rolling Stone. 13 de noviembre de 2013.
- «We caught up with house and techno siblings The Martinez Brothers to talk Circus, Ibiza and jamming with Seth Troxler.». Skiddle. 25 de abril de 2014.
- «Take a Listen to the Martinez Brothers' Soundtrack from Riccardo Tisci's Spring 2015 Givenchy Show». Vogue. 10 de octubre de 2014. Archivado desde el original el 2 de febrero de 2016. Consultado el 30 de enero de 2021.
- «The Martinez Brothers launch DIY label Cuttin' Headz». Huck Magazine. 10 de noviembre de 2014.
- «Seth Troxler on his new project Tuskegee, US race relations, and the deeper meaning to music». The Independent. 8 de diciembre de 2014.
- «The Martinez Brothers Fashion Trends for Spring 2022». Wootmag (Madrid, Spain). April 27th, 2022. Consultado el April 29th, 2022.

#### Discografías
- The Martinez Brothers en AllMusic
- The Martinez Brothers en Discogs